# Melanagromyza biseriata
Melanagromyza biseriata este o specie de muște din genul Melanagromyza, familia Agromyzidae, descrisă de Mitsuhiro Sasakawa în anul 1992. Conform Catalogue of Life specia Melanagromyza biseriata nu are subspecii cunoscute.